# 蒂格里纽斯
蒂格里纽斯是巴西圣卡塔琳娜州的一个市镇。总面积57.439平方公里，总人口1741人，人口密度30.3人/平方公里。